# Flughafen Kairo-International

i8
i11
i13
Der Flughafen Kairo-International (arabisch مطار القاهرة الدولي Maṭār al-Qāhira ad-duwalī, englisch Cairo International Airport) ist der internationale Verkehrsflughafen der ägyptischen Hauptstadt Kairo sowie Heimatbasis der staatlichen Fluggesellschaft Egypt Air.

## Geschichte
Der 1932 erbaute Flughafen Kairo-Almaza wurde immer mehr durch Bebauung eingeengt. Daher wurde noch während des Krieges 5 Kilometer nordöstlich davon ein neuer Flughafen errichtet, der in seiner Anfangszeit durch die erbauenden US-Streitkräfte Bayn Field oder Payne Field genannt wurde. Dieser wurde später in Flughafen Kairo-International umbenannt.

## Lage und Betrieb
Der Flughafen befindet sich im Stadtteil Heliopolis am nordöstlichen Stadtrand von Kairo rund 17 Kilometer vom Zentrum entfernt. Die Fahrzeit mit dem PKW bis zum Talʿat-Harb-Platz im Stadtzentrum beträgt etwa 25 bis 35 Minuten.
Der Flughafen wird durch die Cairo Airport Company betrieben. Von 2005 bis 2014 hatte Fraport einen Managementvertrag und stellte Teile des Managements.
Im Jahr 2010 wurden über 16 Millionen Passagiere abgefertigt, im selben Jahr landete erstmals ein Airbus A380 zu Werbezwecken in Kairo.

## Abfertigungsgebäude

### Terminal 1
Terminal 1 ist das älteste derzeit im Betrieb befindlichen Terminal und wurde am 18. März 1963 von Präsident Gamal Abdel Nasser eingeweiht. Im Laufe der Jahre wurden am Terminal mehrere Erweiterungsprojekte durchgeführt; Zwischen 1977 und 1979 wurde eine zweite Halle gebaut und 1980 wurde eine dritte fertiggestellt.
Anfang 2000er Jahre begannen die Arbeiten zur Renovierung des Erdgeschosses sowie mit dem Anbau einer erweiterten Abflughalle mit Zwischengeschoss, wodurch mehr Platz geschaffen wurde. Alle Phasen des Projekts wurden bis Ende 2003 abgeschlossen.
Terminal 1 wurde ursprünglich von Egypt Air und mehreren Fluggesellschaften aus dem Nahen Osten genutzt. Allerdings verlegten 2006 immer mehr andere ausländische Fluggesellschaften wie Air France und KLM ihren Betrieb vom Terminal 2. Im Mai 2009 verlegte Egypt Air ihren gesamten Betrieb in das neue Terminal 3 (zusammen mit allen Star Alliance Fluggesellschaften, die den Flughafen anfliegen). Im März 2010, als Terminal 2 wegen umfangreicher Renovierungsarbeiten geschlossen wurde, verlagerten alle Nicht-Star-Alliance-Fluggesellschaften, die den Flughafen anflogen, den Betrieb in das Terminal.
Zu den Terminaleinrichtungen gehören die Abflughalle 1, die internationale Halle 3 und die Halle 4 für private und nichtkommerzielle Flugzeugdienste. Im Rahmen des jüngsten Modernisierungs- und Anlagenverbesserungsprogramms hat die CAA die alte Halle 3, die zuvor für inländische Ankünfte und Abflüge genutzt wurde, abgerissen, um eine neue Halle für internationale Ankünfte zu errichten.
Abflüge und Ankünfte erfolgen bei allen Fluggesellschaften von Terminal 1 Halle 1, mit Ausnahme von Saudia, die aufgrund der Größe ihres Betriebs alleiniger Mieter des Terminals 1 Halle 2 sind.
Ab 2009 wurde die Fassade des Terminals modernisiert. Derzeit laufen eine Studie zur Umgestaltung der Abflug- und Ankunftsbereiche sowie eine Machbarkeitsstudie zur Einbeziehung von Kontaktständen zur Verbesserung des Service- und Komfortniveaus für die Passagiere. Terminal 1 verfügt über 12 Gates.

### Terminal 2
Terminal 2 wurde 1986 mit 7 Flugsteigen eingeweiht. Es bediente hauptsächlich europäische, Golf- und ostasiatische Fluggesellschaften. Das Terminal wurde im April 2010 wegen Renovierungsarbeiten geschlossen, die 2012 begannen und 36 Monate dauerten.
Im Februar 2010 genehmigte der Vorstand der Weltbank einen Kreditbetrag von 387 Millionen US-Dollar zur Unterstützung des Cairo Airport Development Project (CADP) zur Überholung des Terminals, wobei die Nationalbanken den Rest übernahmen. Das Projekt zielte darauf ab, die Kapazität von 3 Millionen auf 7,5 Millionen Passagiere pro Jahr zu erhöhen.
Die Modernisierung umfasste die vollständige Modernisierung der 20 Jahre alten Anlagen, um das gleiche Serviceniveau wie das neue Terminal 3 zu erreichen.
Nach mehreren Verzögerungen wurde das renovierte Terminal am 28. September 2016 mit einer Kapazität von 7,5 Millionen Passagieren schrittweise eröffnet, womit sich die Gesamtpassagierkapazität des Flughafens auf 30 Millionen Passagiere pro Jahr erhöhte.
Das Terminal verfügt über 14 Gates.
Im Februar 2017 eröffnete Saudi Arabian Airlines seine erste internationale „Al-Fursan-Lounge“ am Terminal 2 des internationalen Flughafens Kairo.

### Terminal 3

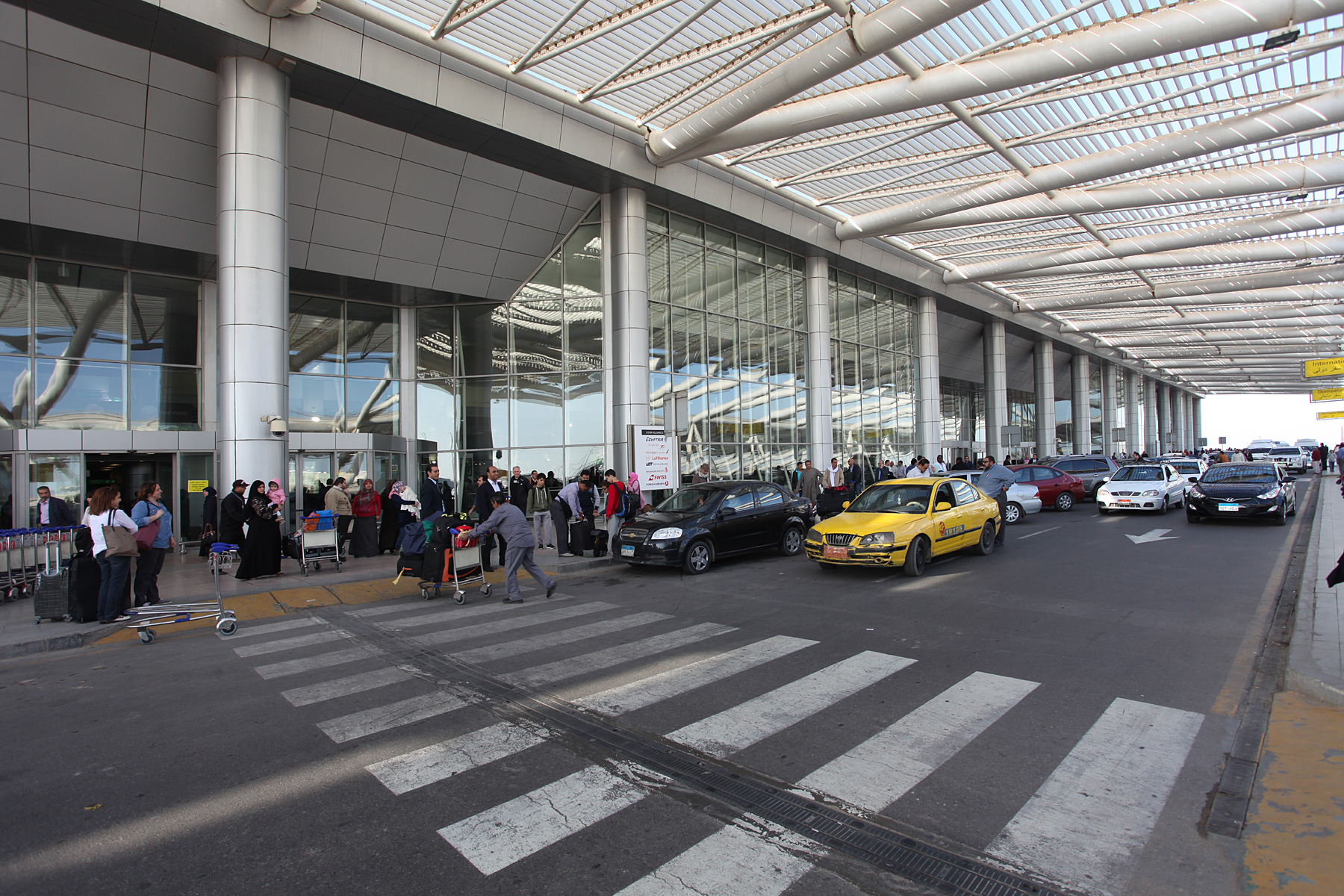
Terminal 3

Angesichts des prognostizierten Wachstums und der begrenzten Möglichkeiten zur Erweiterung des Terminals 2 begann das ägyptische Ministerium für Zivilluftfahrt 2004 mit dem Bau des Terminals 3. Das Terminal wurde am 18. Dezember 2008 offiziell eingeweiht und am 27. April 2009 für den kommerziellen Betrieb freigegeben. Die Anlage ist doppelt so groß, wie die beiden derzeitigen Terminalgebäude zusammen und kann nach Abschluss der ersten Phase jährlich 11 Millionen Passagier abfertigen. Es grenzt an Terminal 2 und die beiden Terminals sind zunächst durch eine Brücke verbunden.
Mit seinem Drehkreuz am Flughafen wurde der Betrieb von Egypt Air überarbeitet und zwischen dem 27. April und dem 15. Juni 2009 der gesamte Flugbetrieb in das neue Terminal verlagert. Zur Umsetzung des Star-Alliance-Konzepts „Move Under One Roof“ wurden alle Mitglieder der Allianz, die den Flughafen bedienen, bis zum 1. August 2009 in das Terminal verlegt.
Das neue Terminal umfasst:
- Zwei Piers mit erweiterbarer Kapazität und Gate-Einrichtungen für den inländische und internationalen Verkehr. Das Hauptgebäude und die Piers sind durch Hallen verbunden. Zwei der Gates sind für die Abfertigung von Airbus A380-Flugzeugen ausgestattet. Der Bau eines dritten Piers ist in Planung.
- Terminal 3 verfügt über 23 Gates (2 Gates für den A380), 6 Check-in-Inseln aus 110 Check-in-Schaltern, 76 Einwanderungsschalter, 15 öffentliche Informationspunkte, 7 Gepäckbänder, 63 Aufzüge, 50 Fahrsteige und 51 Rolltreppen.
- Die Einzelhandelsfläche umfasst mehr als 5.000 m².

### Seasonal Flights Terminal
Das Seasonal Flight Terminal wurde am 20. September 2011 von Premierminister Sharaf eröffnet und dient der Entlastung der übrigen Terminals während der Pilgerflüge nach Dschidda und Medina. Anfänglich verkehrte nur der tägliche Flug der Egypt Air nach Medina von diesem Terminal aus. Seit dem Haddsch 2011 werden dort alle Egypt Air|Egypt-Air-Flüge nach Medina und Dschidda abgefertigt. Pilgerflüge der Saudia verbleiben am Terminal 1.
Das Terminal hat eine Kapazität von 3,5 Millionen Pax/Jahr und verfügt über 27 Check-in-Schalter und 7 Ausgänge. Es hat keine eigenen Flugzeugpositionen. Fluggäste werden mit Bussen zu den Vorfeldpositionen des Terminals 3 gefahren.

### Regierungsterminal
Der Flughafen verfügt außerdem über ein eigenes Terminal für den ägyptischen Präsidenten und dessen Gäste.

## Ausbau
Zu den drei bestehenden Start-/Landebahnen kam Ende 2010 eine neue südlich gelegene Startbahn von 3600 Metern Länge, so dass auf absehbare Zeit der wachsende Bedarf bewältigt werden kann. Die alte, das Parallelsystem kreuzende Start-/Landebahn wurde stillgelegt.
Eine vollautomatische Hochbahn (APM) zwischen Terminal 1 und Terminal 3 sowie ein neues Parkhaus wurden in Betrieb genommen.
Sowohl die nationale Fluggesellschaft Egypt Air und die ägyptische Behörden planen, den Flughafen als Drehkreuz für den Nahen Osten und Afrika auszubauen. Mehrere Projekte sind im Gange, darunter:
- Bau eines Parkhauses in der Nähe des Terminals 3.
- Weiter Modernisierung der landseitigen Fassade des Terminals 1.
- Die Cairo Cargo City (CCC) wird Einrichtungen bereitstellen, um das Wachstum des Frachtverkehrs zu unterstützen.
- Entwicklung von Immobilien und des Oasis-Projekts, bei dem es sich um einen Gewerbepark mit Firmensitzen und Regionalbüros handelt.
- Bau von „Aerocity“, einem Familienfreizeitpark, der innerhalb der Investitionszone des Flughafens entstehen soll. Mit einer Fläche von 3 Quadratkilometern soll das Vorhaben 1 Milliarde ägyptische Pfund kosten und in zwei Phasen durchgeführt werden:
  - Die erste Phase besteht aus dem Bau eines Geschäftszentrums
  - Die zweite Phase aus dem Bau eines Vergnügungsparks nach dem Richtlinien von Disney World in den Vereinigten Staaten.

- Außerdem wird es Parks, einen künstlichen See, Spielplätze, einen Wasserpark, 18 Kinos und mehrere Restaurants geben.

## Verkehrsanbindung
Der Flughafen ist mit dem Auto über die Oroba Road oder den Zubringer vom Autobahnring Ring Road zu erreichen. Für die Zufahrt zum Flughafen wird eine Maut erhoben, die allerdings 3 Stunden freies Parken am Airport beinhaltet.

## Zwischenfälle
Bis April 2023 kam es am Flughafen oder in seiner Umgebung zu 24 Totalverlusten von Flugzeugen. Dabei wurden 253 Menschen getötet. Beispiele:
- Am 8. August 1945 verunglückte ein Transportflugzeug des Typs Curtiss C-46A-45-CU Commando der United States Army Air Forces (USAAF) (Luftfahrzeugkennzeichen 42-96611) beim Start von der Payne Field Air Base in Kairo. Das Flugzeug wurde irreparabel beschädigt. Über Personenschäden ist nichts bekannt.[15]

- Am 31. August 1950 wurde eine Lockheed L-749A Constellation der US-amerikanischen Trans World Airlines (TWA) (N6004C) auf dem Flug vom Flughafen Kairo nach Rom-Ciampino bei einer nächtlichen Notlandung im Wadi Natrun (Ägypten) zerstört, etwa 100 Kilometer westnordwestlich des Startflughafens. Während des Steigflugs war im Triebwerk 3 (rechts innen) ein größerer Brand ausgebrochen. Nachdem der Motor herausgebrochen war, versuchten die Piloten eine Notlandung, die in der Dunkelheit jedoch missglückte. Alle 55 Insassen, 7 Besatzungsmitglieder und 48 Passagiere, kamen ums Leben (siehe auch Trans-World-Airlines-Flug 903).[16]

- Am 19. November 1951 wurde eine aus Ankara kommende Douglas DC-3/C-53-DO der türkischen Türkiye Devlet Hava Yollari (DHY) (der heutigen Turkish Airlines) (TC-ACA) beim Anflug auf den Flughafen Kairo in eine Sanddüne geflogen. Bei diesem CFIT, Controlled flight into terrain, wurden alle 5 Insassen getötet.[17]

- Am 20. Februar 1956 wurde eine Douglas DC-6B der französischen Transports Aériens Intercontinentaux (TAI) (F-BGOD) 29 Kilometer östlich des Flughafens Kairo in den Boden geflogen. Die Piloten der aus Karatschi kommenden Maschine unterschritten im Anflug die Mindestflughöhe um 1500 Fuß (knapp 500 Meter). Von den 64 Insassen wurden 52 getötet. Unfallursache war ein Controlled flight into terrain.[18]

- Am 12. Juni 1961 wurde eine aus Rom kommende Lockheed L-188C Electra der niederländischen KLM (PH-LLM) im Anflug auf den Flughafen Kairo vier Kilometer vor der Landebahn in einen Hügel geflogen, der nur 60 Meter höher als der Flughafen ist. Die Maschine war auf dem Weg nach Karatschi und Kuala Lumpur. Bei diesem CFIT, Controlled flight into terrain, wurden 20 der 36 Insassen getötet.[19]

- Am 15. Mai 1962 stürzte eine Douglas DC-3 der ägyptischen United Arab Airlines (heute Egypt Air) (SU-AJM) kurz nach dem Start vom Flughafen Kairo-International ab. Alle drei Besatzungsmitglieder dieses Frachtfluges nach Beirut kamen dabei ums Leben.[20]

- Am 19. März 1965 brach an einer Vickers Viscount 773 der Iraqi Airways (YI-ACU) nach der Landung auf dem Flughafen Kairo eine Hydraulikleitung, wodurch die Hydraulikflüssigkeit auslief und die Bremsen und Bugradsteuerung ausfielen. Die steuerlose Maschine kollidierte mit einer Reihe von Lampen und wurde irreparabel beschädigt. Alle Insassen blieben unverletzt.[21]

- Am 20. Mai 1965 sank eine Boeing 720-040B der Pakistan International Airlines (AP-AMH) im Anflug auf den Flughafen zu früh und flog 20 Kilometer südlich der Landebahn in die Wüste. Sechs Passagiere überlebten den Unfall, aber insgesamt 121 Menschen an Bord wurden getötet, davon 108 Passagiere sowie die gesamte Besatzung von 13 Personen. Unfallursache war ein Controlled flight into terrain (siehe auch Pakistan-International-Airlines-Flug 705).[22]

- Im Juni 1965 (genaues Datum nicht bekannt) wurde eine Douglas DC-3 der ägyptischen United Arab Airlines (heute Egypt Air) (SU-AJW) auf dem Flughafen Kairo zerstört. Personen kamen nicht zu Schaden.[23]

- Am 18. März 1966 stürzte eine von Nikosia kommende Antonow An-24 der ägyptischen United Arab Airlines (heute Egypt Air) (SU-AOA) beim Landeanflug auf den Flughafen Kairo fünf Kilometer nordöstlich davon ab. Alle 30 Personen an Bord überlebten das Unglück nicht.[24]

- Am 30. September 1966 wurde mit einer Antonow An-24W der ägyptischen United Arab Airlines (heute Egypt Air) (SU-AOM) auf dem Flughafen Kairo-International eine vorbereitete Bauchlandung durchgeführt. Beim vorhergegangenen Start auf dem Flughafen Luxor war die Maschine mit einem auf der Startbahn gehenden Kamel kollidiert. Daraufhin konnte das rechte Hauptfahrwerk nicht mehr korrekt eingefahren werden. Die Piloten entschieden sich dafür, den Flug zum Zielort Kairo fortzusetzen und machten dort eine Bauchlandung auf einem Sandstreifen. Alle 43 Insassen, sechs  Besatzungsmitglieder und 37 Passagiere, blieben unverletzt. Das Flugzeug wurde irreparabel beschädigt.[25]

- Am 15. Januar 1968 stürzte eine Douglas DC-3 der ägyptischen United Arab Airlines (heute Egypt Air) (SU-AJG) bei Zifta, 88 Kilometer nördlich von Kairo, bei der Rückkehr zum Startflughafen Kairo-International ab. Die Besatzung hatte sich aufgrund von Vereisungen zur Rückkehr zum Ausgangsflughafen entschieden. Neben den Vereisungen führten auch Turbulenzen, eine Überladung um eine halbe Tonne und falsche Beladung des Flugzeuges zum Kontrollverlust seitens der Crew. Alle 4 Besatzungsmitglieder dieses Frachtfluges starben.[26]

- Am 10. April 1969 wurde eine von der ägyptischen United Arab Airlines (heute Egypt Air) betriebene Douglas DC-3/C-47A-90-DL der Ethiopian Airlines (ET-AAQ) auf dem Weg von Asmara nach Kairo abgeschossen, nachdem sie in ein Luftsperrgebiet geflogen wurde. Zuvor hatte die Besatzung gemeldet, dass sie die Signale des Ungerichteten Funkfeuers des Kairoer Flughafens nicht empfangen konnte und das Flugzeug nicht über einen Empfänger für Drehfunkfeuer verfügte. Die Maschine stürzte 3 Kilometer südlich von Sues ab. Alle 3 Besatzungsmitglieder dieses Frachtfluges kamen ums Leben.[27]

- Am 14. März 1970 ereignete sich an einer Antonow An-24W der ägyptischen United Arab Airlines (heute Egypt Air) (SU-AOC) eine Explosion in der Triebwerksverkleidung von Motor 1 (links). Die Maschine war auf dem Weg von Athen über Alexandria zum Flughafen Kairo-International. Der Motor musste abgestellt werden, Landeklappen und Fahrwerk konnten nicht mehr ausgefahren werden. Die Piloten machten am Zielflughafen eine Bauchlandung auf einem Sandstreifen. Alle 15 Insassen, sieben Besatzungsmitglieder und 8 Passagiere, blieben unverletzt. Das Flugzeug wurde irreparabel beschädigt.[28]

- Am 19. Juli 1970 verunglückte eine Antonow An-24W der ägyptischen United Arab Airlines (heute Egypt Air) (SU-ANZ) am Flughafen Kairo-International. Während eines Trainingsfluges führte die Crew fünf Touch-and-Go-Manöver durch. Beim fünften Start stieg das Flugzeug nach dem Abheben auf 50 Meter und rollte bis 90° Querlage nach rechts. Nach einem Strömungsabriss stürzte es ab. Als Ursache wurde menschliches Fehlverhalten festgestellt. Alle 3 Insassen kamen ums Leben (siehe auch Flugunfall einer Antonow An-24 der United Arab Airlines bei Kairo 1970).[29]

- Am 6. September 1970 wurde eine Boeing 747-100 der US-amerikanischen Pan American World Airways (N752PA) zum Flughafen Kairo-International entführt und dort gesprengt. Die Entführer ließen die Insassen zuvor von Bord gehen. Es war der erste Totalverlust einer Boeing 747.[30]

- Am 10. Juli 1974 kam es bei einer Tupolew Tu-154 der Egypt Air (SU-AXB) beim Durchstarten hinter der Landebahn 23 am Flughafen Kairo-International zu einem Strömungsabriss. Das Flugzeug stürzte ab, alle 6 Insassen dieses Trainingsfluges starben (siehe auch Flugunfall einer Tupolew Tu-154 der Egyptair bei Kairo 1974).[31]

- Am 30. Oktober 1976 verunglückte eine Convair CV-440-88 der US-amerikanischen OMCO Petroleum Co. (N985) beim Start vom Flughafen Kairo. Die Maschine fing Feuer und wurde zerstört. Alle Insassen überlebten den Unfall.[32]

- Am 10. Juni 1986 kollidierte eine Fokker F-27 Friendship 500 der ägyptischen Air Sinai (SU-GAD) im Anflug auf den Flughafen Kairo-International mit einem Gebäude und fing Feuer. Der Anflug erfolgte während eines Sandsturms. Von den 26 Insassen kamen 23 ums Leben, alle fünf Crewmitglieder und 18 Passagiere.[33]

- Am 13. Dezember 1988 versuchten die Piloten einer aus Dar es Salaam in Tansania kommenden Boeing 707-351C der GAS Air Cargo aus Nigeria (5N-AYJ) auf dem Flughafen Kairo zu landen. Aufgrund des schlechten Wetters wichen sie nach zwei fehlgeschlagenen Landeversuchen zum Flughafen Luxor aus. Dort kam die Maschine jedoch nie an, sondern stürzte in ein Wohngebiet bei Karm Umran, 45 Kilometer nördlich von Luxor ab. Alle 8 Besatzungsmitglieder und eine Person am Boden kamen bei dem Unfall ums Leben. Es wurde vermutet, dass der Maschine der Treibstoff ausgegangen war (siehe auch Flugunfall einer Boeing 707 der GAS Air Cargo bei Karm Umran).[34]

- Am 17. Juli 2010 zerlegte sich bei einer Boeing 747-306M der Saudi Arabian Airlines, gemietet von der thailändischen Phuket Airlines (HS-VAC), beim Start vom Flughafen Kairo-International das Triebwerk Nr. 4 (rechts außen). Alle 22 Besatzungsmitglieder, die einzigen Insassen des Positionierungsfluges, blieben unverletzt. Das Flugzeug wurde irreparabel beschädigt.[35]